# 内藤隆福
内藤 隆福（ないとう たかとみ、1905年5月15日 - 2009年7月8日）は、日本の経営者。オリンパス光学工業(現在のオリンパス)社長、会長を務めた。東京都出身。

## 経歴・人物
1931年に早稲田大学理工学部電気工学科を卒業し、同年に高千穂製作所(現在のオリンパス)に入社。1945年12月に取締役に就任し、1954年7月に常務、1963年12月に専務を経て、1967年6月に社長に就任。1971年12月に会長に就任し、1973年12月から相談役を務めた。
1971年4月に藍綬褒章を受章し、1976年11月に勲三等旭日中綬章を受章。
2009年7月8日老衰のために死去。104歳没。